# Paul Rowe
Paul Edward Rowe (* 5. Mai 1914 in Somerville, Massachusetts; † 28. August 1993 in Wynnewood, Pennsylvania) war ein US-amerikanischer Eishockeyspieler.  

## Karriere
Paul Rowe besuchte die Boston University, an der er 1935 graduierte und für deren Eishockeymannschaft er parallel zu seinem Studium spielte. Von 1935 bis 1941 spielte er für den Boston Olympics Amateur Hockey Club. Nach seiner Eishockey-Karriere war er für eine Werbefirma sowie eine Versicherung tätig. 

### International
Für die USA nahm Rowe an den Olympischen Winterspielen 1936 in Garmisch-Partenkirchen teil, bei denen er mit seiner Mannschaft die Bronzemedaille gewann.

## Erfolge und Auszeichnungen
- 1936 Bronzemedaille bei den Olympischen Winterspielen